# World of Warcraft Trading Card Game
World of Warcraft Trading Card Game eller WoW TCG som det ofta förkortas är ett kortspel där man kontrollerar en hjälte och spelar mot andra kortspelare. Detta kortspel är baserat på det stora onlinespelet World of Warcraft som sålt miljontalsexemplar världen över.